# L'ispettore Gently
L'ispettore Gently (Inspector George Gently) è una serie televisiva poliziesca britannica prodotta dalla Company Pictures per la BBC One ed è basata su alcuni dei 46 romanzi omonimi scritti da Alan Hunter.
In Italia la serie è andata in onda su Rai Premium a partire dal 2 ottobre 2015; l'ultima stagione è andata in onda su Giallo nel 2019.

## Trama
L'ispettore George Gently, arguto poliziotto vecchio stampo rimasto vedovo, grazie a una combinazione di ragione e deduzione riesce a risolvere i casi più complicati; al suo fianco il giovane sergente John Bacchus, intraprendente, più impulsivo e un po' arrogante.
Le vicende si svolgono in Inghilterra (più precisamente nel Northumberland, a differenza dei libri di Alan Hunter ambientati nel Norfolk) negli anni '60 (i primi episodi sono ambientati nel 1964, l'ultima stagione nel 1970), dove la pena di morte è ancora in vigore (abolita nel 1965, evento citato nella serie) e il reato di omosessualità è stato abolito di recente. La serie è interamente ambientata durante il primo governo del Primo Ministro laburista Harold Wilson. Vi è un accenno all'imminente campionato mondiale di calcio in Inghilterra del 1966 e al fenomeno hooligan, all'epoca ancora inesistente. Nell'episodio La fabbrica della neve si vede, poi, lo sbarco dell'uomo sulla luna avvenuto nel luglio del 1969 e, sempre nello stesso episodio, si tratta il tema dell'inquinamento da amianto con le ripercussioni sulla salute dei lavoratori delle fabbriche e le responsabilità della dirigenza e della proprietà delle medesime nel negare la pericolosità dell'amianto.

## Episodi
| Stagione         | Episodi | Prima TV originale | Prima TV Italia |
| ---------------- | ------- | ------------------ | --------------- |
| Pilota           | 1       | 2007               | 2015            |
| Prima stagione   | 2       | 2008               | 2015            |
| Seconda stagione | 4       | 2009               | 2015            |
| Terza stagione   | 2       | 2010               | 2015            |
| Quarta stagione  | 2       | 2011               | 2015            |
| Quinta stagione  | 4       | 2012               | 2015-2016       |
| Sesta stagione   | 4       | 2014               | 2016            |
| Settima stagione | 4       | 2015               | 2016            |
| Ottava stagione  | 2       | 2017               | 2019            |